# Walter Howell
Walter Neville Howell (født 17. december 1929 i Melbourne, Australien) er en australsk tidligere roer.
Howell deltog i otter ved OL 1956 på hjemmebane i Melbourne. De øvrige medlemmer af båden var Michael Aikman, David Boykett, Fred Benfield, Jim Howden, Garth Manton, Adrian Monger, Brian Doyle og styrmand Harold Hewitt. Den australske båd indledte med at vinde i runde ét, mens de blev nummer to i semifinalen. I finalen kæmpede de med canadierne om føringen i begyndelsen, men så kom USA og endte med at vinde, mens canadierne blev toere og australierne, der gik lidt ned i tempo til sidst, vandt bronze.
Ved OL 1960 roede han toer med styrmand sammen med Paul Guest og styrmand Ian Johnston. Båden blev nummer fire i indledende heat og nummer fire i opsamlingsheatet og var dermed ude af konkurrencen.

## OL-medaljer
- 1956:  Bronze i otter